# TT57
La tombe thébaine TT 57 est située à Cheikh Abd el-Gournah, dans la nécropole thébaine, sur la rive ouest du Nil, face à Louxor en Égypte.
C'est la sépulture de Khâemhat, dit Mahou, scribe royal, chargé des greniers royaux, sous le règne d'Amenhotep III.
Parmi les bas-reliefs qui ornent les parois de la tombe de Khâemhat, on trouve des représentations de la déesse Rénénoutet. Khâemhat prit grand soin à ce que Rénénoutet veille sur sa dernière demeure, car il n'était autre que l'inspecteur des greniers de Haute et Basse-Égypte. Sa fonction le mettait donc directement en lien avec la déesse agraire. Rénénoutet, sous les traits d'une femme à tête de serpent est figurée allaitant son jeune fils, Nepri.